# Йованович, Слободан

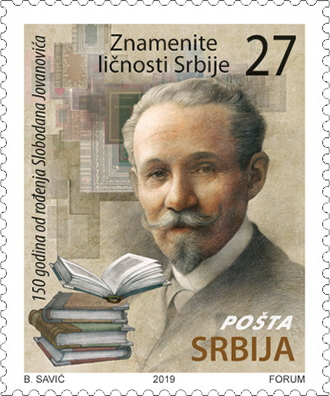
150 лет со дня рождения Слободана Йовановича, Почта Сербии, 2019

Слободан Йованович (серб. Слободан Јовановић, Нови-Сад, Австро-Венгрия, 3 декабря 1869 — Лондон, Великобритания, 12 декабря 1958) — сербский юрист, историк, политик и государственный деятель. Заместитель главы правительства Югославии (27 марта 1941 — 11 января 1942), премьер-министр королевского правительства в изгнании (11 января 1942 — 26 июня 1943) профессор, декан факультета права и ректор Белградского университета (1897—1940), председатель Сербской королевской академии и Сербского культурного клуба. Его книги вновь стали издаваться лишь в 1990 году, а окончательная реабилитация состоялась в 2007 году.

## Творчество
- Слободан ЙовановичО суверености, Белград 1897.

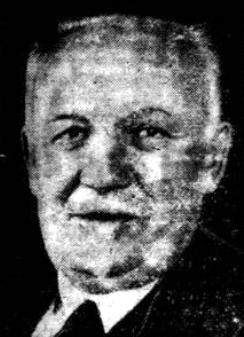
Слободан Йованович

- О дводомном систему, Белград 1899.
- Велика народна скупштина, Белград 1900.
- Српско-бугарски рат. Расправа из дипломатске историје, Белград 1901.
- Светозар Марковић, Белград 1903.
- Основи правне теорије о држави, Белград 1906.
- Основи јавног права Краљевине Србије, I—II, Белград 1907—1909.
- Макиавели, Беlград 1907.
- Полититчке и правне расправе, Београд 1908—1910 / Polititčke i pravne rasprave, Beograd 1908—1910 [Political and Legal Considerations, Belgrade, 1908—1910, in two volumes].
- Уставобранитељи и њихова влада, Српска краљевска академија, Беlград 1912
- Университетско питање, Белград 1914.
- Вођи француске револуције, Белград 1920.
- О држави, Београд 1922.
- Друга влада Милоша и Михаила,Геца Кон, Белград, 1923 .
- Уставно право Краљевине Срба, Хрвата и Словенаца, Белград 1924.
- Влада Милана Обреновића, I—II, Геца Кон, Белград 1926—1927 .
- Влада Александра Обреновића, I—II, Геца Кон, Белград 1929—1931.
- Из историје политичких доктрина, Белград 1935.
- Гледстон, Југо-исток, Белград 1938.
- Амерички федерализам, Белград 1939
- Примери политичке социологије, Енглеска, Француска, Немачка 1815—1914, Белград 1940.
- О тоталитаризму, Ослобођење, Париж 1952.
- Један прилог за проучавање српског националног карактера, Виндзор, Канада 1964.
- Записи о проблемима и људима, 1941—1944, Лондон 1976.
- Сабрана дела, 12 том., БИГЗ & Српска књижевна задруга, Белград 1991.